# Abaurrea Baja
Abaurrea Baja (cooficialmente en euskera: Abaurrepea) es un municipio español de la Comunidad Foral de Navarra, situado en la merindad de Sangüesa, en la comarca de Auñamendi, en el valle de Aézcoa y a 67 km de la capital de la comunidad, Pamplona. Su población en 2024 fue de 29 habitantes (INE).
Su gentilicio es abaurrepetarra, tanto en masculino como en femenino, o abaurreano/a

## Toponimia
Abaurrea es un topónimo de significado dudoso. Según Mikel Belasko su significado podría ser delante del árbol o delante de la columna y provendría de la expresión en lengua vasca (h)abe aurre(a). La palabra habe, que significaba árbol o columna, es arcaica en el euskera actual y se utilizaba en el vizcaíno antiguo apareciendo mencionada en el fuero de Vizcaya. Este filólogo piensa que pudo utilizarse también en Navarra y dar origen a topónimos como Abaurrea o Abáigar. El segundo término es transparente, ya que aurre, significa delante de o parte anterior. La a final es artículo en euskera.
Es muy variada la forma en la que se ha transcrito el nombre del pueblo durante la Edad Media.
La mención más antigua de este pueblo data de 1237 cuando se le menciona bajo diferentes nombres como Auerea, Aurrea, Aveurrea y Euierrea. Luego aparece como Avehurrea (1268), Avaurrea (1281), Aueurrea (1350), Abeure (1362) y Abeurrea (1366). Al menos desde el siglo XVI parece que está asentada la actual forma de escribirlo; Abaurrea (1532). La Abaurrea que se menciona hasta el siglo XVIII se corresponde a la actual Abaurrea Baja, siendo Abaurrea Alta originalmente un barrio de bordas del primero. En 1719 aparecen mencionados por primera vez los dos pueblos que llevan este nombre, distinguiéndose por primera vez entre Abaurrea la Alta y Abaurrea la Baxa.
El nombre vasco de la localidad es Abaurrepea, que proviene de Abaurre(a) + -pe(a) (de abajo), aunque en la comarca del Valle de Aézcoa se pronuncia como Aburrepea. Este nombre es cooficial desde la década de 1980.

## Demografía
Abaurrea Baja cuenta con una población de 29 habitantes (INE 2024).
| Gráfica de evolución demográfica de Abaurrea Baja entre 1842 y 2021 |
| |
| Población de derecho según los censos de población del INE Población de hecho según los censos de población del INEEn estos censos se denominaba Abaurrea Baja: 1842, 1857, 1860, 1877, 1887, 1897, 1900, 1910, 1920, 1930, 1940, 1950, 1960, 1970 y 1981 |

## Economía
Madera, pastos y trigo.

## Administración y política
| Partido político                          | 2011  | 2011       | 2007 | 2007       |
| Partido político                          | %     | Concejales | %    | Concejales |
| Agrupación de Electores San Martín (AESM) | 77,27 | 3          | 100  | 1          |

| 2007-2023 | Juan José Salón               | independiente                       |
| 2023      | María Rosario Salón Arozarena | Agrupación independiente San Martín |